# 天会 (北汉)
天会（957年—973年）是北汉君主劉鈞開始使用的一個年號，共計17年。
天会十二年七月劉鈞死，劉繼恩沿用。九月劉繼恩被殺，劉繼元沿用。

## 改元
- 乾祐十年——正月一日，改元為天會元年。[2][3][4]
- 天會十八年——正月，改元為廣運元年。[5][6][7]

## 大事記
- 天會十二年——七月二十七日，劉鈞去世，養子劉繼恩繼位。九月二十九日，劉繼恩被殺，弟劉繼元繼位。[5][8][9]

## 紀年對照表
| 天会 | 元年   | 二年   | 三年   | 四年   | 五年   | 六年   | 七年   | 八年   | 九年  | 十年  |
| ---- | ------ | ------ | ------ | ------ | ------ | ------ | ------ | ------ | ----- | ----- |
| 公元 | 957年  | 958年  | 959年  | 960年  | 961年  | 962年  | 963年  | 964年  | 965年 | 966年 |
| 干支 | 丁巳   | 戊午   | 己未   | 庚申   | 辛酉   | 壬戌   | 癸亥   | 甲子   | 乙丑  | 丙寅  |
| 天会 | 十一年 | 十二年 | 十三年 | 十四年 | 十五年 | 十六年 | 十七年 | 十八年 |       |       |
| 公元 | 967年  | 968年  | 969年  | 970年  | 971年  | 972年  | 973年  | 974年  |       |       |
| 干支 | 丁卯   | 戊辰   | 己巳   | 庚午   | 辛未   | 壬申   | 癸酉   | 甲戌   |       |       |

## 同期存在的其他政权年号
- 中國
  - 显德（954年－960年）：后周—周太祖郭威、周世宗柴榮、周恭帝柴宗訓之年号
  - 保大（943年－957年）：南唐—唐元宗李璟之年号
  - 中兴（958年）：南唐—唐元宗李璟之年号
  - 交泰（958年）：南唐—唐元宗李璟之年号
  - 乾和（943年－958年）：南汉—漢中宗劉晟之年号
  - 大宝（958年－971年）：南汉—漢后主劉鋹之年号
  - 广政（938年－965年）：后蜀—蜀后主孟昶之年号
  - 应历（951年－969年）：辽朝—遼穆宗耶律璟之年号
  - 保宁（969年－976年）：辽朝—遼景宗耶律賢之年号
  - 建隆（960年－963年）：北宋—宋太祖赵匡胤之年号
  - 乾德（963年－968年）：北宋—宋太祖赵匡胤之年号
  - 开宝（968年－976年）：北宋—宋太祖赵匡胤之年号
  - 廣德（953年－967年）：大理—段思聰之年號
  - 順德（968年）：大理—段思聰之年號
  - 明政（969年－985年）：大理—段素順之年號
  - 同慶（912年－966年）：于闐—尉遲烏僧波之年號
  - 天尊（967年－977年）：于闐—尉遲蘇拉之年號
- 日本
  - 天曆（947年－957年）：村上天皇之年号
  - 天德（957年－961年）：村上天皇之年号
  - 應和（961年－964年）：村上天皇之年号
  - 康保（964年－968年）：村上天皇、冷泉天皇之年号
  - 安和（968年－970年）：冷泉天皇與圓融天皇之年号
  - 天祿（970年－973年）：圓融天皇之年号
- 越南
  - 太平（970年－980年）：丁朝—丁部領、丁璿之年號

## 參看
- 中國年號索引
- 其他時期使用的天会年號

## 深入閱讀
- 李崇智. . 北京: 中華書局. 2004年12月. ISBN 7101025129.
- 鄧洪波. . 臺北: 國立臺灣大學東亞經典與文化研究計劃. 2005年3月  [2022-01-03]. ISBN 9789860005189. （原始内容 (pdf)存档于2007-08-25）.

| 前一年號： 乾祐 | 北漢年号 天會 | 下一年號： 廣運 |